# Гебхард XXII фон Алвенслебен
Гебхард XXII фон Алвенслебен (на немски: Gebhard XXII von Alvensleben; * март 1543; † 21 септември 1609 в Лангенщайн, част от Халберщат) е благородник от род Алвенслебен в Саксония-Анхалт, държавен
и дворцов съветник в Магдебург.
Той е най-големият син на Магдебургския таен съветник Лудолф X фон Алвенслебен (1511 – 1596), господар на Нойготерслебен, Хундисбург, Калбе, и съпругата му Берта фон Бартенслебен (1514 – 1587), дъщеря на Бусо фон Бартенслебен, господар на Волфсбург († 1548) и Берта фон Харденберг († 1587). Внук е на Гебхард XVII фон Алвенслебен, господар в Нойгатерслебен († 1541) и Фредеке фон Венден († 1551). Брат е на Лудолф XIV фон Алвенслебен (1554 – 1626).
Гебхард XXII фон Алвенслебен умира на ок. 66 години на 21 септември 1609 г. в Лангенщайн и е погребан там.

## Фамилия
Гебхард XXII фон Алвенслебен се жени на 5 ноември 1576 г. във Валхаузен за Катарина Луция фон Пенц (* 1541; † 12 април 1586, Фридебург от едра шарка на 45 години), дъщеря на Йоахим фон Пенц, пфандхер на Фридебург (1514 – 1597) и Маргарета фон дер Шуленбург. Те имат децата:
- Берта фон Алвенслебен (1578 – 1638), омъжена I. за Вилхелм фон Манделслох (имат един син Кристиан Ернст фон Алвенслебен), II. за Йохан фон Арним, III. на 21 септември 1612 г. в Шкопау за Мелхиор Андреас фон Трота († 10 декември 1634), син на Фридрих фон Трота († 1615)
- Лудолф фон Алвенслебен, женен за София фон Бюнау
- Йоахим фон Алвенслебен, женен за Мария Бройнинг
- Маргарета фон Алвенслебен
- Гебхард XXIII фон Алвенслебен (* 15 май 1584; † 6 юни 1627, Витенберг), женен 1613 г. в Кьопеник за Кристина фон Дизкау (* 10 октомври 1589, Дизкау; † 7 септември 1636, Дизкау); имат седем деца
- Фредеке вон Алвенслебен (* 1585; умира млада)
- София фон Алвенслебен
- Хелена фон Алвенслебен, омъжена I. за Фолпрехт Ридезел цу Айзенбах, II. за Ханс Лудвиг фон Зеебах
- Ото Бусо фон Алвенслебен, женен за Хиполита Емеренция фон Борстел
- Андреас фон Алвенслебен († сл. 25 април 1632), женен за Кунигунда София фон Арним († 27 септември 1627)
- Урсула фон Алвенслебен
- София Елизабет фон Алвенслебен, омъжена за Кристоф фон Десин

Гебхард XXII фон Алвенслебен се жени втори път 1587 г. за Хелена фон Хан († 1591). Те имат вероятно един син:
- Куно фон Алвенслебен (* 1588, Фридебург; † 13 март 1638, Калбе), домхер в Магдебург

Гебхард XXII фон Алвенслебен се жени трети път 1592 г. за София фон Манделслох († декември 1611). Бракът е бездетен.